# A Fallen Temple
A Fallen Temple – czwarty album studyjny greckiego zespołu death metalowego Septic Flesh wydany 9 marca 1998 roku przez Holy Records. Jest to pierwszy od Temple of the Lost Race album z udziałem ludzkiego perkusisty.
W 2013 roku album został ponownie wydany przez Season of Mist z czterema dodatkowymi utworami. Trzy z nich znajdowały się na minialbumie zespołu The Eldest Cosmonaut, a jeden z nich jest coverem piosenki zespołu Paradise Lost.

## Lista utworów
1. „Brotherhood of the Fallen Knights” – 5:12
2. „The Eldest Cosmonaut” – 6:36
3. „Marble Smiling Face” – 4:28
4. „Underworld – Act 1” – 7:50
5. „Temple of the Lost Race” – 4:37
6. „The Crypt” – 4:18
7. „Setting of the Two Suns” – 3:50
8. „Erebus” – 3:20
9. „Underworld – Act 2” – 8:53
10. „The Eldest Cosmonaut (Dark Version)” – 5:33

Utwory dodatkowe:
1. „The Last Time (Paradise Lost cover)” – 3:34
2. „Underworld – Act 3” – 10:48
3. „Finale” – 3:10
4. „The Eldest Cosmonaut (Single Version)” – 4:24

## Twórcy[1]
Skład zespołu:
- Spiros A. – wokal, Gitara Basowa, Okładka
- Christos A. – gitary, Instrumenty Klawiszowe
- Sotiris V. – gitary, Wokale, Instrumenty Klawiszowe, Słowa

Dodatkowi muzycy:
- Kostas – perkusja
- Natalie Rassoulis – wokale (utwory 2, 4)
- Kostas Tzanokostakis – wokale (utwory 4, 9)